# 曹子实
曹子实（Tsao Tz-zeh，1847年—1902年），浙江嘉兴人，监理会中国传道人，苏州存养书院（1876年—1884年）、博习书院创办人。

## 生平
曹子实于1847年在浙江嘉兴秀水县出生。自幼父母双亡，流浪到上海街头乞讨，为美国监理会传教士蓝柏夫妇收养。1859年，蓝柏夫人回国养病，曹子实同行赴美，随凯利医生（Dr. D.C. Kelley）学医，并参加了美国南北战争。
1869年，曹子实离开美国回国，1870年随蓝柏夫妇前往苏州創辦主日學校立足布道，曹子实一面为人看病。又于1871年在此开办苏州最早的教会学校存养书院，即东吴大学的前身，为监理会在苏州开创了局面。
1877年，曹子实离开存养书院，校务交由新来传教士潘慎文（A.P. Parker）主持，自己改随柏乐文、蓝华德（W.R. Lambuch）继续学医，并在天赐庄租房开办诊所，1883年发展为博习医院。1884年柏乐文回美深造，1885年蓝华德也随父亲蓝柏一同赴日本传教，此时直到1886年春柏乐文返回苏州，暂由曹子实主持博习医院。1879年，存养书院也迁到天赐庄，1884年校名改为博习书院（Buffington Institute），以纪念巴芬顿先生（Buffington）的贡献。
他於1902年病故。

## 家庭
- 妻子颜氏，颜永京之妹，1873年结婚
- 女儿曹芳芸，上海中西女塾最早就读的5名女学生之一。民国二年任上海靑年会教育部长[6]。
- 长子曹雪庚，娶殷勤山的女儿。上海基督教青年会首任华人总干事。1926年去世[7]。
- 次子曹福庚，圣约翰大学最早的毕业生[8]。
- 四子曹云祥（1881年-1937年），清华大学校长（1922年-1927年）
- 後人曹志豪，加拿大政治人物